# 3410 Vereshchagin
A 3410 Vereshchagin (ideiglenes jelöléssel 1978 SZ7) a Naprendszer kisbolygóövében található aszteroida. Ljudmila Vasziljevna Zsuravljova fedezte fel 1978. szeptember 26-án.